# Nereis cockburnenesis
Nereis cockburnenesis är en ringmaskart som beskrevs av Augener 1913. Nereis cockburnenesis ingår i släktet Nereis och familjen Nereididae. Inga underarter finns listade i Catalogue of Life.